# Stemonoporus petiolaris
Stemonoporus petiolaris är en tvåhjärtbladig växtart som beskrevs av Thw.. Stemonoporus petiolaris ingår i släktet Stemonoporus och familjen Dipterocarpaceae. Inga underarter finns listade i Catalogue of Life.